# Британско-танзанийские отношения
Британско-танзанийские отношения — двусторонние дипломатические отношения между Великобританией и Танзанией. Государства являются членами Всемирной торговой организации, Содружества наций и Организации Объединённых Наций.

## История
Отношения между государствами развивались в начале XIX века, когда британское влияние росло в Танганьике и Занзибаре, которые в настоящее время являются современным государством Танзания.
На Занзибаре участие Великобритании определялось как торговлей, так и желанием положить конец работорговле в Индийском океане. В 1822 году британцы подписали первый из серии договоров с оманским султаном Занзибара Саидом бин Султаном об ограничении торговли рабами, которая в конечном итоге была прекращена в 1876 году. В 1890 году Британская империя заключила Занзибарский договор с Германией, формально предоставившей ей контроль над Занзибаром. Позже в 1963 году Занзибар провозгласил независимость от Великобритании.
Британские исследователи Ричард Фрэнсис Бёртон и Джон Хеннинг Спик стали первыми европейцами, посетившими озеро Танганьика в 1858 году. В 1919 году британцы получили контроль над большей частью территории Танганьики в соответствии с мандатом Лиги Наций, положившим конец периоду германской колониальной администрации, начавшемуся в 1884 году. 9 декабря 1961 года Танганьика получила независимость, а Джулиус Ньерере, выпускник Эдинбургского университета и лидер Африканского национального союза Танганьики, стал первым президентом страны.
Танганьика и Занзибар объединились в 1964 году, образовав Объединённую Республику Танзания, которая стала членом Содружества наций (ранее в 1961 году была принята Танганьика).

## Торговля
В экспорте Танзании в Великобританию преобладает чай, табак и драгоценные камни. Великобритания является крупнейшим неафриканским покупателем танзанийского чая. Экспорт Великобритании в Танзанию: автомобили и электронная техника.

### Торговая статистика
| Объём товарооборота в млн. фунтов стерлингов          | Объём товарооборота в млн. фунтов стерлингов | Объём товарооборота в млн. фунтов стерлингов | Объём товарооборота в млн. фунтов стерлингов | Объём товарооборота в млн. фунтов стерлингов | Объём товарооборота в млн. фунтов стерлингов | Объём товарооборота в млн. фунтов стерлингов | Объём товарооборота в млн. фунтов стерлингов | Объём товарооборота в млн. фунтов стерлингов | Объём товарооборота в млн. фунтов стерлингов | Объём товарооборота в млн. фунтов стерлингов |
| ----------------------------------------------------- | -------------------------------------------- | -------------------------------------------- | -------------------------------------------- | -------------------------------------------- | -------------------------------------------- | -------------------------------------------- | -------------------------------------------- | -------------------------------------------- | -------------------------------------------- | -------------------------------------------- |
|                                                       | 2013                                         | 2014                                         | 2015                                         | 2016                                         | 2017                                         | 2018                                         | 2019                                         | 2020                                         | 2021                                         | 2022                                         |
| Общий объём                                           | 460                                          | 465                                          | 442                                          | 333                                          | 339                                          | 336                                          | 198                                          | 233                                          | 184                                          | 323                                          |
| Экспорт из Великобритании в Танзанию                  | 272                                          | 287                                          | 290                                          | 214                                          | 195                                          | 171                                          | 161                                          | 139                                          | 164                                          | 275                                          |
| Импорт Великобритании из Танзании                     | 188                                          | 178                                          | 152                                          | 119                                          | 144                                          | 165                                          | 37                                           | 94                                           | 20                                           | 48                                           |
| Department for Business and Trade as of 1 August 2023 |                                              |                                              |                                              |                                              |                                              |                                              |                                              |                                              |                                              |                                              |

### Прямые иностранные инвестиции
Будучи бывшей колониальной державой, Великобритания является одним из старейших торговых партнеров Танзании. В 2021 году Великобритания заняла четвертое место по объёму прямых иностранных инвестиций в Танзанию после Каймановых островов, Китая и Канады. Британские инвестиции в стране распределены по нескольким секторам, таким как: горнодобывающая промышленность, производство и сельское хозяйство. Единственной британской фирмой, котирующейся на Дар-эс-Саламской фондовой бирже, была Acacia Mining до её исключения 18 ноября 2019 года.

## Туризм
В 2022 году 60 116 британских туристов побывали в Танзании.
British Airways ранее выполняла прямые рейсы между Лондоном и Дар-эс-Саламом, но полеты были приостановлены 31 марта 2013 года после 82 лет из-за отсутствия прибыльности.

## Образование
Великобритания профинансировала Инициативу Шуле Бола на сумму 89 миллионов фунтов стерлингов, целью которой является повышение уровня обучения более чем 4 миллионов детей в Танзании. Программа, запущенная в 2022 году, уделяет особое внимание девочкам, инвалидам и тем, кто живет в неблагополучных районах.
Форин-офис обеспечивает финансирование программы «Стипендия Чивнинг» в Танзании.

## Дипломатические представительства
- У Танзании есть высокая комиссия в Лондоне[14].
- Великобритания имеет высокую комиссию в Дар-эс-Саламе[15].

- Высокая комиссия Танзании в Лондоне
- Высокая комиссия Великобритании в Дар-эс-Саламе